# Принчеви у кули
Принчеви у кули (енгл. Princes in the Tower) били су Едвард V Јорк и Ричард од Јорка. Они су били синови Едварда IV Јорка и Елизабете Вудлин. У тренутку смрти њихова оца живели су у Лондон тауеру. Едвард је тада имао 12 година, а Ричард 9 година. Након смрти њихова оца, њихов стриц Ричард III Јорк их је довео у Лондон тауер. Тврдио је да је то ради њихове заштите. Уколико би се принчевима нешто догодило, њихов стриц Ричард би постао краљ. Неко време након што су принчеви дошли у тауер, нестали су и никад више нису виђени. Након њихова нестанка, Ричард је постао краљ. Многи данас мисле да је Ричард наредио њихово смакнуће јер би у случају њихове смрти он постао краљ.
И данас је велика мистерија њихов нестанак. Нејасно је шта им се десило након њихова нестанка. Генерално се претпоставља да су убијени. Убиство се највероватније десило 1483. У то доба људи су претпостављали да је само један принц убијен. Године 1487. је Ламбер Симнел тврдио да је принц Ричард. Од 1490. до његовог хапшења 1497. године, тврдио је да је Ричард.
Године 1674. неки радници су, приликом преуређења Лондон тауера, ископали кутију са два мала костура. Ставили су их на хрпу отпада док се неко није досетио да би то могли бити остаци двојице младих принчева. Тадашњи енглески краљ Чарлс II заповедио је да се њихови остаци преселе у Вестминстерску опатију и тамо достојно сахране где и данас леже, иако никада није са сигурношћу утврђено да су то њихови посмртни остаци.